# August Nilson
Nils Johan August Nilson, född 25 augusti 1843 i Hammerdals socken, Jämtlands län, död 12 december 1913 i Stockholm, var en svensk filolog och läroverkslektor.
Nilson blev student vid Uppsala universitet 1864, filosofie kandidat 1874 och filosofie doktor 1877. Han var lärare vid Fjellstedtska skolan i Uppsala 1878–1884, lektor i grekiska och latinska språken vid högre allmänna läroverket i Gävle 1884–1909 och var t.f. rektor där 1894–1906. Han ligger begravd på Norra begravningsplatsen i Stockholm.